# Speyeria creelmani
Speyeria creelmani är en fjärilsart som beskrevs av Gunder 1934. Speyeria creelmani ingår i släktet Speyeria och familjen praktfjärilar. Inga underarter finns listade i Catalogue of Life.